# دم‌ماری نوک‌تیز
دم‌ماری نوک‌تیز (نام علمی: Ophiogomphus acuminatus) نام یک گونه از سرده دم‌ماری‌ها است.